# Erwina
Erwina – żeński odpowiednik imienia Erwin.
Erwina imieniny obchodzi: 19 stycznia, 16 kwietnia, 24 kwietnia, 25 kwietnia, 26 kwietnia i 18 lipca.
Znane osoby noszące imię Erwina:
- Erwina Ryś-Ferens